# 週刊カラオケざんまい
週刊カラオケざんまいは、奈良テレビ放送で毎週日曜日21時00分～（末期18時15分～18時55分）に放送されていた視聴者参加型のバラエティー番組。奈良テレビの看板番組の一つであった。ここでは前番組であるカラオケDEチャンスおよびうた王とあわせて紹介する。

## カラオケDEチャンス
カラオケの得意な視聴者が複数名出場して、番組内で歌唱力を競う。基本的な流れは、出場者がカラオケを1曲歌い、その歌唱力に対してゲストを含む3名の審査員が採点する。点数は、棒の先に点数のかかれた丸い紙が貼ってあるものを提示する。この採点は1人あたり10点満点であるが、一般のテレビ番組にあるような甘い採点ではなく、特に審査員の採点はかなり厳しいものであった。そして、出場者の中で最も点数の高かった人はその週の優勝者となる。優勝者は、優勝賞品を決めるためのダーツを行う。優勝賞品はスポンサー企業からの提供であるが、必ずしもニーズにあった賞品が提供されているわけではなかった（例えば、優勝した60歳代の男性に対して、小松産業から提供された子供向けラジコンカーが当たるなど）。
セットについては、当初は電飾が一つあるだけの極めて簡素なセットであったが、途中でセットがリニューアルされた。

### 司会
- 旭堂南左衛門

### 審査員
- 三山敏

## うた王
1997年、司会者交代、審査員一部入れ替え、年間チャンピオン（うた王）制度創設などのリニューアルが行われる。
司会者に若手芸人を起用し、J-POPを歌う視聴者も増える。
得点は電光掲示板で発表される形式に変わる。
番組はわずか3ヶ月で終了し、再度リニューアルされることになった。

### 司会
- のイズ

### 審査員
- 石井誠
- 三山敏

## 週刊カラオケざんまい
前番組のシステムを継続しながら、司会者を交代したリニューアル版。

### 司会
- 笑福亭純瓶
- 箱田奈穂子

### 審査員
- 石井誠
- 浜田清人